# Reichskomisariatul Caucaz
Reichskomisariatul Caucaz (în germană: Reichskommissariat Kaukasien) a fost un regim menit pentru instituire în ținutul Caucazului de Germania Nazistă. Comisarul urma să fie Arno Schickedanz.

## Legături externe
- en Decretul Führerul din 17 iulie 1941 de stabilire a Reichskommissariatelor în Uniunea Sovietică